# David Rosenhan
David Rosenhan (Jersey City, 22 novembre 1929 – Palo Alto, 6 febbraio 2012) è stato un docente statunitense.
È stato un professore di psicologia alla Stanford University.
Era convinto che le categorie sociali di salute e malattia mentale si basassero solo riduttivamente su dati obiettivi. L'attribuzione di uno status di malato ad un individuo era per lo più costruzione sociale.
In definitiva Rosenhan si chiedeva se alla definizione della diagnosi di malattia mentale, contino di più le caratteristiche dei pazienti o quelle dei luoghi nei quali si trovano durante la diagnosi (il contesto, e quindi l'istituto psichiatrico, nella maggior parte dei casi).

## L'esperimento
Otto collaboratori di Rosenhan si rivolsero ad alcuni ospedali in diverse città degli Stati Uniti chiedendo di essere ricoverati. Si trattava di un gruppo variegato: una casalinga, uno studente di psicologia, tre psicologi, un pediatra ed uno psichiatra. Dopo aver richiesto un appuntamento per telefono, gli pseudo-pazienti si recarono all'accettazione degli ospedali psichiatrici, denunciando di "sentire delle voci".
Fu questa l'unica bugia che i "falsi" pazienti affermarono agli psichiatri, oltre a nascondere le loro vere professioni: riferirono informazioni riguardanti la loro vita, le loro abitudini, la loro famiglia fornendo una descrizione di sé stessi che li qualificava come assolutamente "normali".
Contrariamente ad ogni aspettativa, gli otto furono tutti ricoverati negli ospedali psichiatrici a cui si erano rivolti e, nonostante una volta giunti in reparto avessero subito cessato la loro finzione, rivelando la verità, furono trattenuti a lungo, per poi essere dimessi, tutti con la diagnosi di schizofrenia in remissione.

### La controprova
Non soddisfatto, Rosenhan effettuò una controprova. All'équipe medica di un ospedale che conosceva la sua ricerca e che si riteneva immune dal poter cadere in errori così grandi, comunicò che nei successivi tre mesi, avrebbe inviato presso di loro uno o più dei suoi "pazienti". Nei tre mesi, su 193 pazienti ammessi all'ospedale, 41 vennero individuati dall'équipe come "i simulatori": ma Rosenhan non aveva inviato alcun "attore", come aveva invece preannunciato bluffando.